# Бергизель
«Бергизель» (нем. Bergiselschanze) — лыжный трамплин в австрийском Инсбруке, который был реконструирован и достроен взамен старому. На нём проходит один из этапов Кубка мира по прыжкам с трамплина — 3-й этап Турне четырёх трамплинов.

## История
Первые соревнования по прыжкам с трамплина прошли в этом месте уже в 1925 году, однако отличались большим травматизмом — первые конструкции были деревянными. Уже в 1930 году был построен самый большой на тот момент трамплин из более надежных материалов. Это позволило провести в Инсбруке чемпионат мира по лыжным видам спорта в 1933 году. Затем перед Зимними Олимпийскими играми 1964 года трамплину вновь потребовалась перестройка, после которой сооружение использовалось без реконструкции больше 35 лет.
Здесь, на спортивной площадке «Бергизель», трижды зажигался Олимпийский огонь — в 1964, 1976 и 2012 годах.

## Современная реконструкция
В середине 1999 году правительство Австрии организовало международный конкурс на реконструкцию трамплина в Инсбруке, который перестал отвечать международным стандартам и не вписывался в проект по созданию новой Олимпийской Арены.
В декабре 1999 года этот конкурс выиграла компания «Zaha Hadid Architects», во главе которой стояла знаменитый британский архитектор Заха Хадид. Уже 14 июня 2001 года началось возведение нового трамплина, которое прошло даже быстрее, чем ожидалось. И, наконец, 14 сентября 2002 года этот компонент олимпийской арены был построен. Всего на строительство ушло 15 месяцев и чуть больше 15 миллионов евро. За эту работу Заха Хадид получила австрийскую государственную архитектурную премию.

## Описание
Здание совмещает в себе черты как специализированного спортивного сооружение, так и частично общественного места, включая кафе и террасу для обозрения.
При длине около 90 м и высоте почти 50 м здание является синтезом башни и моста. Со структурной точки зрения оно разделено на вертикальную бетонную башню и трехмерную стальную конструкцию, которая соединяет наклонный переход и кафе. Лифты поднимают посетителей в кафе на высоту 40 м над пиком горы Бергизель. Отсюда они могут насладиться видом альпийского ландшафта и наблюдать за спортсменами сверху. С вершины башни открывается круговая панорама окрестных гор с вершинами Патчеркоффель, Нордкетте, Хоэ Мунд и Серлес.

## Статистика
Рекорд трамплина с 2015 года принадлежит Михаэлю Хайбёку — 138,0 метров.
Статистика выступлений на этапе Кубка мира по прыжкам с трамплина в Инсбруке с 2004 года:
| Место  | 2004 год             | 2005 год    | 2006 год            | 2007 год        | 2008 год          | 2009 год           | 2010 год           |
| ------ | -------------------- | ----------- | ------------------- | --------------- | ----------------- | ------------------ | ------------------ |
| Первое | Петер Зонта          | Янне Ахонен | Ларс Бюстёль        | Андерс Якобсен  | Янне Ахонен       | Вольфганг Лойцль   | Грегор Шлиренцауэр |
| Второе | Вели-Матти Линдстрём | Адам Малыш  | Якуб Янда           | Артту Лаппи     | Томас Моргенштерн | Грегор Шлиренцауэр | Симон Амман        |
| Третье | Янне Ахонен          | Якуб Янда   | Бьёрн Эйнар Ромёрен | Андреас Кюттель | Симон Амман       | Мартин Шмитт       | Янне Ахонен        |